# Tympanocryptis intima
Tympanocryptis intima är en ödleart som beskrevs av  Mitchell 1948. Tympanocryptis intima ingår i släktet Tympanocryptis och familjen agamer. Inga underarter finns listade i Catalogue of Life.